# Holiday (pel·lícula de 2018)
Holiday és una pel·lícula dramàtica coproduïda internacionalment el 2018 dirigida per Isabella Eklöf i produïda per David B. Sørensen. Es va projectar a la secció World Cinema Dramatic Competition al Festival de Cinema de Sundance de 2018. La pel·lícula va guanyar quatre Premis Bodil, inclòs el de Millor pel·lícula danesa. S'ha doblat i subtitulat al català.

## Trama
Michael és un narcotraficant que porta els seus amics, inclosa Sasha, la seva xicota més jove, de vacances a Bodrum a la Riviera Turca. Allà, realitzen activitats com prendre el sol i gaudir del parc aquàtic. Mentre visita una gelateria, Sascha coneix dos homes holandesos, Frederik i Tomas, i parla amb ells de manera informal. La Sascha i els seus amics van a un restaurant per sopar i ella torna a veure els homes holandesos i els parla. Coneix en Tomas una nit i comparteix drogues amb ell. Quan un dels seus homes, Musse, es presenta a la casa, Michael el colpeja brutalment, per por que la policia hagués pogut seguir a Musse fins a ell. Encara furiós viola a Sascha, un atac que és presenciat per un desconegut a la casa, que no fa res per intervenir. Michael s'adona que els negocis de drogues han estat un èxit, i premia generosament a Musse.
Sola, la Sascha visita el port proper on veu la bandera neerlandesa en un dels vaixells i s'adona que deu ser d'en Tomas. S'uneix als dos homes holandesos al vaixell per prendre una copa quan Michael els troba. Gelós, Michael es presenta com l'empresari de Sascha i puja al vaixell per unir-se a la petita festa. En Tomàs parla de com va sortir de casa per anar al vaixell i de com va ajudar a la seva "ànima"; Michael és escèptic sobre aquesta història i suggereix que Tomas està buscant sexe. Quan Michael i Sascha caminen cap a casa, Michael l'interroga sobre com coneix en Tomas i quantes vegades s'han conegut. A la casa, Michael troba en Tomas a la llista de contactes telefònics de Sascha i el truca, convidant-lo a fer bistecs amb la pretensió que Michael vol consultar en Tomas per comprar un vaixell. Els tres sopen i entren a la casa, on Michael pregunta més a Tomas sobre el seu interès sexual en Sascha. Quan Tomàs indica que no en té, Michael li diu que és el millor i li ordena sortir de casa sota l'amenaça de fer-li mal.
La Sascha torna a visitar el vaixell d'en Tomas, amb contusions al coll. Tomas s'adona que Michael és abusiu, però accidentalment cau al seu vaixell. Enfadat, li diu que ella i els seus amics estaran tots morts o a la presó d'aquí a uns anys i que no se l'emportarà al seu vaixell. Durant la despotricaria d'en Tomas, Sascha esclata, agafa una gerra de vidre i li colpeja al cap, matant-lo. Aleshores llança el porró al mar. S'atura a la comissaria de la policia turca, però se sent incapaç de comunicar-se amb ells i se'n va. L'endemà, a l'entrada del pontó on està amarrat el vaixell, es troba Sascha. Mentrestant, al fons, dos dels homes de Michael treuen objectes del vaixell de Tomas amb bosses negres. La Sascha intercepta l'amic d'en Tomas i menteix sobre en Tomas, dient que fa dues hores que l'espera. Marxen junts. A l'escena final, Sascha sembla feliç en un vaixell de luxe amb Michael i amics, com si res hagués passat.

## Repartiment
- Victoria Carmen Sonne - Sascha
- Lai Yde - Michael
- Thijs Römer - Tomas
- Yuval Segal - Bobby
- Bo Brønnum - Bo
- Adam Ild Rohweder - Musse
- Morten Hemmingsen - Jens
- Mill Jober - Maria
- Laura Kjær - Tanja
- Stanislav Sevcik - Karsten
- Saxe Rankenberg Frey - Emil
- Michiel de Jong - Frederik

## Recepció

### Resposta crítica
A Rotten Tomatoes, la pel·lícula té una puntuació d'aprovació del 78 % basada en les ressenyes de 36 crítics. El consens crític del lloc diu: "Holiday és un repte, però els espectadors interessats en el cinema amb proves tabú haurien de trobar aquesta pel·lícula amb provocacions justificades per una història genuïnament significativa."

### Nominacions
| Premi          | Data              | Categoria                     | Recipients            | Result    | Ref.  |
| -------------- | ----------------- | ----------------------------- | --------------------- | --------- | ----- |
| Premis Bodil   | 2 de març de 2019 | Millor pel·lícula danesa      |                       | Guanyador | [ 4 ] |
| Premis Bodil   | 2 de març de 2019 | Millor actriu                 | Victoria Carmen Sonne | Guanyador | [ 4 ] |
| Premis Bodil   | 2 de març de 2019 | Millor actor secundari        | Lai Yde Holgaard      | Guanyador | [ 4 ] |
| Premis Bodil   | 2 de març de 2019 | Millor director de fotografia | Nadim Carlsen         | Guanyador | [ 4 ] |
| Fantastic Fest | Setembre de 2018  | Millor pel·lícula Next Wave   | Isabella Eklöf        | Guanyador | [ 5 ] |
| Fantastic Fest | Setembre de 2018  | Millor director Next Wave     | Isabella Eklöf        | Guanyador | [ 5 ] |